# 迈拉尼
迈拉尼（Mailani），是印度北方邦Kheri县的一个城镇。总人口13306（2001年）。

## 人口
该地2001年总人口13306人，其中男性7165人，女性6141人；0—6岁人口1845人，其中男960人，女885人；识字率56.93%，其中男性为64.23%，女性为48.41%。